# Чемпіонат світу з легкої атлетики 2017 — біг на 5000 метрів (жінки)

## Рекорди
На початок змагань основні рекордні результати були такими:
| WR | Тірунеш Дібаба Ефіопія | 14.11,15 | Осло Норвегія | 6 червня 2008  |
| CR | Алмаз Аяна Ефіопія     | 14.26,83 | Пекін КНР     | 30 серпня 2015 |
| WL | Геллен Обірі Кенія     | 14.18,37 | Рим Італія    | 8 червня 2017  |

## Розклад
| Дата           | Час початку | Стадія |
| -------------- | ----------- | ------ |
| 10 серпня 2017 | 18:30       | Забіги |
| 13 серпня 2017 | 19:35       | Фінал  |

Вказаний місцевий час (UTC+0)

## Результати

### Забіги
Умови кваліфікації до наступного раунду: перші п'ятеро з кожного забігу (Q) та п'ятеро найшвидших за часом з тих, які посіли у забігах місця, починаючи з шостого (q).
Забіг 1
| Місце | Атлетка           | Країна          | Час      | Примітки |
| ----- | ----------------- | --------------- | -------- | -------- |
| 1     | Геллен Обірі      | Кенія           | 14.56,70 | Q        |
| 2     | Алмаз Аяна        | Ефіопія         | 14.57,06 | Q, SB    |
| 3     | Сенбере Тефері    | Ефіопія         | 14.57,23 | Q        |
| 4     | Сузан Крумінс     | Нідерланди      | 14.57,33 | Q        |
| 5     | Шеннон Роубері    | США             | 14.57,55 | Q, SB    |
| 6     | Шейла Кіпротіч    | Кенія           | 14.57,58 | q, PB    |
| 7     | Лора М'юр         | Велика Британія | 14.59,34 | q        |
| 8     | Ясмін Джан        | Туреччина       | 15.08,20 |          |
| 9     | Аліна Рех         | Німеччина       | 15.10,01 | PB       |
| 10    | Ана Лозано        | Іспанія         | 15.14,23 | PB       |
| 11    | Бонту Ребіту      | Бахрейн         | 15.16,70 | PB       |
| 12    | Мерсілін Челангат | Уганда          | 15.16,75 |          |
| 13    | Андреа Секкафін   | Канада          | 15.19,39 |          |
| 14    | Аюко Судзукі      | Японія          | 15.24,86 |          |
| 15    | Елоіз Веллінгс    | Австралія       | 15.25,92 |          |
| 16    | Камілль Баскомб   | Нова Зеландія   | 15.40,41 |          |
|       | Сара Лахті        | Швеція          | DNS      |          |

Забіг 2
| Місце | Атлетка                   | Країна          | Час      | Примітки |
| ----- | ------------------------- | --------------- | -------- | -------- |
| 1     | Летесенбет Гідей          | Ефіопія         | 14.59,34 | Q        |
| 2     | Сіфан Гассан              | Нідерланди      | 14.59,85 | Q        |
| 3     | Шелбі Гуліган             | США             | 15.00,37 | Q, PB    |
| 4     | Ейліш Макколган           | Велика Британія | 15.00,38 | Q, PB    |
| 5     | Маргарет Кіпкембої        | Кенія           | 15.00,39 | Q        |
| 6     | Каролін Б'єркелі Гровдаль | Норвегія        | 15.00,44 | q, SB    |
| 7     | Моллі Хаддл               | США             | 15.03,60 | q        |
| 8     | Калькідан Гезахеньє       | Бахрейн         | 15.07,19 | q, PB    |
| 9     | Ріна Набесіма             | Японія          | 15.11,83 | PB       |
| 10    | Мадлен Гіллс              | Австралія       | 15.13,77 |          |
| 11    | Стелла Чесанг             | Уганда          | 15.23,02 |          |
| 12    | Джессіка О'Коннелл        | Канада          | 15.23,16 |          |
| 13    | Мюріель Конео             | Колумбія        | 15.26,18 | NR       |
| 14    | Гайді Сі                  | Австралія       | 15.38,86 |          |
| 15    | Стефані Твелл             | Велика Британія | 15.41,29 |          |
| 16    | Юлія Шматенко             | Україна         | 16.40,36 |          |
|       | Гензебе Дібаба            | Ефіопія         | DNS      |          |

### Фінал
| Місце | Атлетка                   | Країна          | Час      | Примітки |
| ----- | ------------------------- | --------------- | -------- | -------- |
| 1     | Геллен Обірі              | Кенія           | 14.34,86 |          |
| 2     | Алмаз Аяна                | Ефіопія         | 14.40,35 | SB       |
| 3     | Сіфан Гассан              | Нідерланди      | 14.42,73 |          |
| 4     | Сенбере Тефері            | Ефіопія         | 14.47,45 |          |
| 5     | Маргарет Кіпкембої        | Кенія           | 14.48,74 |          |
| 6     | Лора М'юр                 | Велика Британія | 14.52,07 |          |
| 7     | Шейла Кіпротіч            | Кенія           | 14.54,05 | PB       |
| 8     | Сузан Крумінс             | Нідерланди      | 14.58,33 |          |
| 9     | Шеннон Роубері            | США             | 14.59,92 |          |
| 10    | Ейліш Макколган           | Велика Британія | 15.00,43 |          |
| 11    | Летесенбет Гідей          | Ефіопія         | 15.04,99 |          |
| 12    | Моллі Хаддл               | США             | 15.05,28 |          |
| 13    | Шелбі Гуліган             | США             | 15.06,40 |          |
| 14    | Калькідан Гезахеньє       | Бахрейн         | 15.28,21 |          |
| 15    | Каролін Б'єркелі Гровдаль | Норвегія        | DNF      |          |